# Unfallversicherung
Unter Unfallversicherung versteht man im Gesundheitssystem eine Versicherung gegen die Folgen eines Unfalls, sowohl die akuten (medizinischer Notfall) als auch die längerfristigen in Form einer leichten oder schweren Invalidität sowie teils auch die Todesfolge.
Die Unfallversicherung deckt nur eigene Schäden – oder die Mitversicherter – ungeachtet einer Schuldfrage ab. Die Versicherung, die den Verursacher gegen Folgen eines Unfalls für andere versichert, nennt man Haftpflichtversicherung.

## Grundlagen
Unfallversicherungen decken im Allgemeinen nicht nur die medizinischen Kosten (Erstversorgung wie auch Heilbehandlung und Rehabilitation), sondern auch unfallverbundende Kosten wie den Krankentransport sowie längerfristige Folgekosten, wie Abgeltungen für bleibende körperliche Beeinträchtigung (im Sinne eines Schmerzensgeldes), soziale Hilfen wie  Übergangsgelder in der Zeitphase nach dem Unfall, Betreuungsbedarf (Pflegegelder) oder Umschulungen bei branchenbedingter Berufsunfähigkeit, bis hin zu Versehrtenrenten und Sterbegeld für die Hinterbliebenen. Der genaue Umfang der Leistungen hängt vom Versicherungsvertrag ab, sowohl bei staatlich-öffentlichen wie bei privaten Versicherungen und Versicherungssystemen.
Eine Besonderheit ergibt sich bei eigenen Folgen eines selbstverschuldeten Unfalls, die also nicht von einer Haftpflichtversicherung gedeckt sind. Hier kann es – je nach Umständen und Vertragsbedingungen – zu Regressforderungen seitens des Unfallversicherungsträgers kommen.

### Gesetzliche Unfallversicherung
Die gesetzliche Unfallversicherung ist ein Versicherungszweig der gegliederten Sozialversicherung in Deutschland. Träger der gesetzlichen Unfallversicherung sind die Berufsgenossenschaften.

### Private Unfallversicherung
Zahlreiche Versicherungsgesellschaften bieten private Unfallversicherungen an. Der Umfang des jeweils angebotenen Versicherungsschutzes kann variieren. Die Dachorganisation der privaten Versicherungsunternehmen in Deutschland, der GDV, hat Musterbedingungen veröffentlicht, die von den einzelnen Versicherungsunternehmen genutzt und für eigene Versicherungsprodukte angepasst und erweitert werden können. Dort wird unter anderem festgelegt:
- Was versichert ist, also was als Unfall gilt und auch welche Besonderheiten mitversichert sind, z. B. Muskelrisse bei Kraftanstrengungen.
- Welche Leistungsarten versicherbar sind, z. B. Leistung bei Invalidität, Unfallrente, Krankenhaustagegeld, Todesfallleistung, Kosten für kosmetische Operationen und Kosten für Such-, Rettungs- und Bergungseinsätze. Die tatsächlich versicherten Leistungsarten und die Leistungshöhen werden einzeln vertraglich vereinbart.
- Welchen Einfluss Krankheiten und Gebrechen auf den Versicherungsumfang haben.
- Welche Ausschlüsse gelten, z. B. bei Unfällen nach der Einnahme von Medikamenten oder bei Unfällen durch den Einfluss von Strahlungen.
- Welche Obliegenheiten nach einem Unfall zu beachten sind.

Die hier aufgeführten Punkte sind den Musterbedingungen entnommen. Die ganz konkret vereinbarten Bedingungen und Leistungen sind dem selbst vereinbarten Vertrag und den dort referenzierten Unfallbedingungen des jeweiligen Versicherungsunternehmens zu entnehmen.

### Sonderformen
Eine Sonderform ist die Betriebsunfallversicherung. Das moderne Verständnis der Arbeitswelt empfindet die Risiken im Berufsleben teilweise auch im Verantwortungsbereich des Arbeitgebers. Daher hat der Arbeitnehmer beim Arbeitgeber für betriebliche Unfälle im Prinzip die Stellung eines Mitversicherten (betriebliches Versicherungsverhältnis). Historisch ist eine solche Versicherung gegen Arbeitsunfälle als Ablöse der Dienstgeberhaftpflicht zu sehen. Daher unterscheidet man grundlegend zwischen Arbeitsunfall und Freizeitunfall. Der Leistungsumfang ist meist entsprechend, aber die Finanzierung ist anders. In die Gruppe der gesetzlichen Unfallversicherung fallen auch entsprechende Versicherungen öffentlich Bediensteter, wie etwa die Gemeindeunfallversicherung in Deutschland.
Berufskrankheiten (chronische Folgen) gehören teils zum Unfall-, teils zum Krankenversicherungswesen. Im deutschsprachigen Raum gilt aus historischen Gründen die betriebliche Unfallversicherung als die „Unfallversicherung schlechthin“.
Neben den Leistungsdeckungen in einem öffentlich-rechtlichen Versicherungssystem gibt es auch zahlreiche Formen der privaten Unfallversicherung, als Alternative oder Zusatzversicherung.
Spezielle Unfallversicherungen sind auch:
- Insassenunfallversicherung im Straßenverkehr (Mitversicherung der Mitfahrenden)
- Rückholversicherung (leistet Schutz bei Unfällen wie auch Krankheit im Ausland)

## Nationales

### Europa
Unfallversicherung fällt unter die Verordnung (EG) Nr. 883/2004 des Europäischen Parlaments und des Rates vom 29. April 2004 zur Koordinierung der Systeme der sozialen Sicherheit. Darin ist beispielsweise geregelt, dass Arbeitnehmer generell in dem Land unfallversichert sind, in dem sie ihre Beschäftigung ausüben, und auch dort behandelt werden. Sachleistungen im Wohnsitzland werden zwischen Versicherungsträgern ausgeglichen. Auch die Begrifflichkeiten zu Arbeitsunfall und Berufskrankheit sind dort definiert.

### Deutschland
Institutionen:
- Deutsche Gesetzliche Unfallversicherung, der Spitzenverband der gewerblichen Berufsgenossenschaften
- Unfallkasse, die Unfallversicherungsträger für die Angestellten des öffentlichen Dienstes
- Feuerwehr-Unfallkasse
- Bauhelfer-Unfallversicherung

### Österreich
Die gesetzliche Unfallversicherung in Österreich ist als Teilbereich der allgemeinen Pflichtversicherung ein spezielles Versicherungssystem, das die Pflichtversicherten nach den Sozialversicherungsgesetzen (vorwiegend kommt das ASVG zum Tragen) bei Ereignissen von öffentlichem Belang, nämlich Arbeitsunfällen, Unfällen in Bildungsanstalten und bei Hilfeleistungen für andere schützt. Dieser Schutz ist einerseits umfassender als derjenige innerhalb der privaten Krankenversicherungen, insbesondere in Bezug auf Langzeitfolgen. Andererseits umfasst die gesetzliche Unfallversicherung im Freizeitbereich nur die Krankenbehandlung im sozialversicherungsrechtlichen Ausmaß: Nicht abgedeckt sind damit u. a. Kostenabdeckungen von Langzeitfolgen bei dauernder Beeinträchtigung, Bergungs- und Rettungskosten (z. B. Flugrettung und Rückholtransporte).
Daher gibt es auch zahlreiche Formen von Unfallversicherung bei privatrechtlichen Versicherungsinstituten, welche für die Risiken aus dem Freizeitbereich aufkommt, die von der gesetzlichen Krankenversicherung nicht abgedeckt sind.

### Schweiz
In der Schweiz ist die gesetzliche Unfallversicherung (UVG), die Betriebsunfälle deckt, für Mitarbeitende obligatorisch, für selbständig Erwerbende freiwillig. Daneben gibt es auch die Nichtberufsunfall-Versicherung (NBU) für Freizeitunfälle, die für alle Arbeitnehmer, die mindestens acht Stunden pro Woche beim selben Arbeitgeber tätig sind, ebenfalls obligatorisch, der Arbeitnehmer kann die Prämien aber rückfordern. Geringfügiger Mitarbeitende und andere Personen können sich bei ihrer obligatorischen Krankenversicherung oder bei Privatversicherungen das Unfallrisiko mitversichern lassen.